# Parc del Campo Grande

Mapa del Campo Grande amb les seves zones més rellevants: 1: Porta del Príncep
2: Jocs infantils
3: Passeig del Príncep
4: Pèrgola, amb la Font del Cigne.
5: Estàtua de Rosa Chacel
6: Bust de Leopoldo Cano
7: Colomar
8: Escut floral de Valladolid i bandera d'Espanya
9: Ocelleria
10: Estàtua de Miguel Íscar i Glorieta del Llibre
11: Font de la Fama
12: Faisanera i Font de les Granotes
13: Estany
14: Cascada

El Campo Grande és un gran parc públic situat en ple centre de la ciutat de Valladolid. Té forma triangular, 115 000 m² (11,5 ha) de superfície i està limitat pel carrer de l'Acera de Recoletos, el Passeig de los Filipinos i el Passeig de Zorrilla. El seu accés principal és a la Plaça de Zorrilla, on al costat d'una gran porta de factura moderna hi ha un escut floral de la ciutat. El parc està tancat en tot el seu perímetre per una reixa senzilla que corre entre pilastres, amb portes a tots els costats.
El seu origen com a parc o, més específicament, com a zona enjardinada, es remunta a 1787, tot i que ja des del segle XV s'ha de considerar com un espai urbà de gran importància. Un aspecte notable del parc és l'abundant població avícola. Repartits per la seva superfície hi ha una faisanera, una ocellera i un colomar, pertanyent al Club Colombòfil de Castella, que fan que els paons, faisans i coloms siguin molt nombrosos i s'hagin convertit en els autèntics habitants del parc. Té una gran varietat d'arbres que constitueixen un veritable jardí botànic.
En alguns moments de la seva història es va denominar Campo de la Verdad i posteriorment Campo de Marte però finalment el seu nom es consolidà com a Campo Grande.